# Alpaida albocincta
Alpaida albocincta är en spindelart som först beskrevs av Cândido Firmino de Mello-Leitão 1945. 
Alpaida albocincta ingår i släktet Alpaida och familjen hjulspindlar. Inga underarter finns listade i Catalogue of Life.